# 三浦武明
三浦 武明（みうら たけあき、生没年不詳）とは明治時代の東京の地本問屋。

## 来歴
三浦屋と号す。明治時代に東京府浅草区浅草並木町1番地において地本問屋を営業している。楊洲周延、栄斎重清の錦絵を出版している。

## 作品
- 楊洲周延 「新橋ステーション之賑」 大判3枚続 明治14年
- 楊洲周延 「隅田川花の遊覧」 大判3枚続 明治20年
- 楊洲周延 「牛荘城占領」 大判3枚続 明治28年
- 野沢定吉 「東京両国通運会社川蒸気往復盛栄真景之図」 大判3枚続 明治10年代 物流博物館所蔵
- 栄斎重清 「従東京上野至武州熊ケ谷蒸気車往復繁栄之図」 大判3枚続 明治16年